# Rrahman Parllaku
Rrahman Latif Parllaku (ur. 17 kwietnia 1919 we wsi Novosej k. Kukësu, zm. 15 września 2019 w Tiranie) – generał porucznik armii albańskiej, zastępca szefa sztabu armii albańskiej, wiceminister obrony (1952-1954), ofiara represji komunistycznych. 

## Życiorys
Pochodził z rodziny chłopskiej, był synem Latifa i Kadime. Uczył się w szkole w Shistavecu, a następnie podjął praktykę w zawodzie cukiernika. W latach 1936–1939 pracował w Selenicy. W listopadzie 1939 wspólnie z bratem Selimem otworzyli cukiernię we Wlorze.
Od 1941 działał w ruchu oporu, od stycznia 1943 dowodził oddziałem partyzanckim działającym w rejonie Wlory, a od listopada 1943 pełnił funkcję komisarza politycznego batalionu. W kwietniu 1944 pełnił funkcję zastępcy komisarza 8 Brygady, a następnie przeniesiony do 3 Brygady Szturmowej AWN. W 1944 oddziały tej brygady zajęły się zwalczaniem konkurencyjnych wobec komunistów ugrupowań ruchu oporu w środkowej Albanii. W listopadzie 1944 3 Brygada została przeniesiona do Kosowa, gdzie nadal trwały walki z Niemcami. W tym czasie Parllaku otrzymał awans na stopień pułkownika i dowództwo 5 dywizji. W 1945 powrócił do kraju i objął kierownictwo wydziału kadr w ministerstwie obrony. W 1948 został skierowany do Moskwy, gdzie uczył się w Akademii Sztabu Generalnego im. Woroszyłowa. W 1952 awansowany na stopień generalski objął stanowisko wiceministra obrony narodowej, które pełnił do 1954.
W latach 1945–1973 jako deputowany z okręgu Kukës zasiadał z Zgromadzeniu Ludowym, był także członkiem Komitetu Centralnego Albańskiej Partii Pracy. W czasie czystek dowództwa armii albańskiej w 1974 aresztowany jako członek grupy spiskowców, kierowanej przez gen. Beqira Balluku. W procesie, który odbył się w więzieniu Parllaku oskarżał prokurator Murat Kamani, a trybunałowi orzekającemu przewodził Aranit Cela. Parllaku został skazany na 25 lat więzienia. Karę odbywał w Tiranie, a następnie w więzieniu w Burrelu. W więzieniu spędził ponad 16 lat, wyszedł na wolność 17 marca 1991. W latach 90. XX wieku stał na czele organizacji kombatanckiej skupiającej byłych partyzantów AWN. Zmarł w roku 2019.
W 2014 został uhonorowany orderem Nderi i Kombit i tytułem Honorowego Obywatela Kukësu. Imię Parllaku nosi jedna z ulic w Tiranie.